# Igreja da Trindade (Porto)
A Igreja da Trindade é uma igreja da cidade do Porto em Portugal, localizada na Praça da Trindade por trás do edifício da Câmara Municipal do Porto
Foi construída durante todo o século XIX, segundo projecto do arquitecto Carlos Amarante (que está sepultado nesta igreja).
A igreja foi aberta ao culto a 5 de Junho de 1841.
Conta-se que aqui ocorreu uma visão da Santíssima Trindade, e anjos cantando o Tantum Ergo Sacramentum, à vidente e taumaturga Guilhermina, que também teve visões de Nossa Senhora (na Vergada, Argoncilhe).
Na capela-mor destaca-se o painel de grandes dimensões do pintor José de Brito, representando o Baptismo de Cristo.